# Szárazvölgy
Szárazvölgy (szlovákul: Suchá Dolina) község Szlovákiában, az Eperjesi kerület Eperjesi járásában.

## Fekvése
Eperjestől 19 km-re délnyugatra fekszik.

## Története
1330-ban említik először. A 14. század során „Zokdelino”, „Zuhadelma”, „Zuhadolina”, „Sokdelino” alakban szerepel a korabeli forrásokban. Az 1332-es pápai tizedjegyzék említi templomát és Ivánka nevű papját is. A budaméri Somosi, majd a 15. századtól az Aba nemzetség birtoka. 1427-ben 15 portája adózott, amikor „Azupatak”, 1453-ban pedig „Suhadolina” néven említik. A 16. század második felében a Károlyiak birtoka. 1600-ban 11 jobbágytelke volt. 1787-ben 37 házában 292 lakos élt.
A 18. század végén Vályi András így ír róla: „Szucha Dolina. Tót falu Sáros Vármegyében, földes Ura Pulszky Uraság, lakosai katolikusok, és evangelikusok, fekszik Szepes Vármegyének szomszédságában, Szedlitzéhez nem meszsze, ’s ennek filiája, nehéz mivelésű, ’s közép minéműségű földgye van, réttye kétszer kaszáltatik, legelője elég, ’s mind a’ kétféle fája van, piatzozó helyétöl sints meszsze, második Osztálybéli.”
1828-ban 56 háza és 443 lakosa volt. Lakói földműveléssel, vászonkészítéssel, fuvarozással, idénymunkákkal foglalkoztak.
Fényes Elek 1851-ben kiadott geográfiai szótárában így ír a faluról: „Szárazvölgy, Szucha Dolina, tót falu, Sáros vmegyében, Szedlicséhez 1/2 órányira, 163 kath., 94 evang. lakossal. F. u. többen. Ut. p. Bártfa.”
1920 előtt Sáros vármegye Eperjesi járásához tartozott.
1965-ben Szedlicével egyesítették. 1990-től újra önálló település.

## Népessége
| Év:            | 1994. | 2004.    | 2014.   | 2024.   |
| -------------- | ----- | -------- | ------- | ------- |
| Emberek száma: | 229   | 198      | 190     | 196     |
| Eltérés:       |       | -13,53 % | -4,04 % | +3,15 % |

| Év:            | 2023. | 2024.   |
| -------------- | ----- | ------- |
| Emberek száma: | 202   | 196     |
| Eltérés:       |       | -2,97 % |

1910-ben 267, túlnyomórészt szlovák lakosa volt.
2001-ben 202 lakosából 191 szlovák volt.
2011-ben 193 lakosából 177 szlovák.

## Nevezetességei
Római katolikus temploma 1925-ben épült a régi, 15. századi templom helyén.